# Oliarus pattersoni
Oliarus pattersoni är en insektsart som beskrevs av Victor Lallemand 1929. Oliarus pattersoni ingår i släktet Oliarus och familjen kilstritar. Inga underarter finns listade i Catalogue of Life.